# 팔레지유역
팔레지유역(프랑스어: Palézieux)은 스위스 보주의 오론 시정촌 내에 있는 팔레지유 마을에 서비스를 제공한다. 이 역은 로잔에서 20.6km 떨어진 스위스 연방 철도의 표준궤 로잔-베른선과 팔레지유-리스선의 교차점에 있다. 역은 또한 프리부르주아 대중교통의 1,000mm 미터궤 샤텔-뷜-몽보봉 철도의 종착역이다. 팔레지유의 다른 역인 팔레지유 마을역은 팔레지유-리스선의 북쪽에 있다.
역에는 두 부분이 있다. 하나는 국철(SBB)용이고, 다른 하나는 미터궤 노선용이다. 보주에 있는 프리부르주아 대중교통 네트워크의 유일한 역이다. SBB 본선에는 세 개의 통과 플랫폼이 있으며, 인접한 미터궤 철도 종점에 추가 플랫폼이 있다. 역은 월요일부터 금요일까지 SBB에서 근무한다. 179대의 주차 공간이 있다.

## 운행편
2021년 12월 시간표 변경에 따라 다음 서비스가 팔레지유에 정차한다.
- 인터레기오 : 제네바 공항과 루체른 사이를 매시간 운행.
- RER 보 :
  - S4 / S6 :로잔까지 30분 간격 운행; 알라망까지 매시간 운행; 평일 러시아워에는 팔레지유에서 로몽까지도 운행.
  - S8: 파예른까지 매시간 운행 (일요일을 제외)
  - S9 : 로잔과 케르체르스까지 매 시간 운행
- RER 프리부르 S50 : 주중에는 30분, 주말에는 1시간 단위로 뷜까지 운행한다.